# أيه كيه كومكس

شعار أيه كيه كومكس

شركة أيه كيه كومكس (بالإنجليزية: AK Comics)‏ هي شركة نشر في مصر تنشر مجلات القصص المصورة، أو ما يعرف بالـ «كومكس» (Comics). هذه الشركة من الشركات القليلة المختصه في نشر القصص المصورة في الشرق الأوسط و‌شمال أفريقيا.
بدأت هذه الشركة بنشر مجلات القصص المصورة منذ فبراير (شباط) 2004، وتنشر مجلاتها باللغات العربية و‌الإنجليزية. تأسست شركة أيه كيه كومكس من قِبل الد. أيمن قنديل (اسم الشركة مستوح من الأحرف الأولى من اسمه بالحروف الاتينية Ayman Kandeel)؛ وليد التلباني هو المدير الفني، ومدير التحرير (أ/محيي الدين صديق حسن)وسارة كريم هي المحررة باللغة الإنجليزية.
إن القصص المصورة لأيه كيه كومكس متأثرة بشدة بالقصص المصورة الأميركية مثل مارفل كومكس ودي سي كومكس، وأيضاً القصص المصورة البريطانية، وكذلك الرسوم المتحركة اليبانية، وحتى أفلام سينمائية مثل كيل بيل.

## عنوين السلسلة الأصلية من أيه كيه
- مغامرات زين - الفرعون الأخير
- مغامرات جليلة|مغامرات جليلة - حماية مدينة كل الأديان
- مغامرات راكان - المحارب الوحيد
- مغامرات آية - أميرة الظلام

يقوم بكتابة وتأليف القصص د/ أيمن قنديل والأستاذ/ محيي الدين صديق حسن مدير التحرير الذي قام أيضا بإدخال صفحات تحريرية تحت عنوان: من هنا وهناك " و " همس الحروف " كان لهذه الصفحات كثيرا من القرأء أعجبتهم فكرتها والقيم التربوية التي تتضمنها، كما أن كثيرين من الأطفال تفاعلوا معها بشكل ملحوظ.

## وصلات خارجية
- الموقع الرسمي